# Muthagada Halli, Bangalore North
Muthagada Halli là một làng thuộc tehsil Bangalore North, huyện Bangalore Urban, bang Karnataka, Ấn Độ.